# Зроблено в СРСР (фільм)
Зроблено в СРСР (рос. Сделано в СССР) — радянський художній фільм, знятий в 1990 році.

## Сюжет
У московській школі під час вечірньої дискотеки зникає відеомагнітофон. На наступний ранок вчителі, знаючи, що вчитель історії Віктор Андрійович колись працював «в органах», просять його допомоги в пошуках відеомагнітофона і наділяють його розширеними владними функціями. У минулому Віктор Андрійович дійсно працював «в органах», але не в міліції, а в органах НКВС, вишукуючи ворогів народу. В першу чергу він викликає собі на допомогу старого товариша по службі Івана Мойсейовича.

## У ролях
- Армен Джигарханян — вчитель історії Віктор Андрійович
- Оксана Арбузова — Катя
- Кирило Белевич — Олексій
- Леонід Куравльов — Іван Мойсейович
- Едуард Марцевич — вчитель музики
- Алла Клюка — пионервожатая Ірина Сисоєва
- Олександра Фомічова — Таня Сметлева («Мандела»)
- Денис Матросов — фотограф Леха
- Олена Мельникова — Заварзіна, що служить НДІ
- Валентина Теличкіна — завуч Рита Артемьевна
- Віра Панасенкова — старшокласниця
- В'ячеслав Ільїн — Чернов

## Знімальна група
- Сценарій: Святослав Тараховскій
- Режисер: Святослав Тараховскій, Володимир Шамшурін
- Оператор: Валентин Піганов
- Композитор: Микола Каретников